# موترازپام
موترازپام (Ro06-9098) دارویی از مشتقات بنزودیازپین است.